# كمال سبتي
كمال بن سَبتي بن إبراهيم النّاصري (1954 - 23 أبريل 2006) شاعر عراقي. ولد في مدينة الناصرية ونشأ بها. أكمل دراسته الابتدائية فيها ثم المتوسطة، فنال شهادتها في 1969. ثم ذهب إلى بغداد، فالتحق بمعهد الفنون الجميلة، وتخرج فيه حاملاً شهادة في الإخراج السينمائي في 1974، ثم واصل تعليمه بأكاديمية الفنون الجميلة، ولم يكمل فيها، فالتحق بالخدمة العسكرية، ثم هرب منها إلى إسبانيا في 1989، حيث أكمل دراسته في جامعة مدريد المستقلة، ثم طلب اللجوء السياسي في هولندا في 1997. وظلَّ فيها يعمل بالكتابة حتى رحيله بها. تُرجم شعره إلى لغات مختلفة ويعد أحد أهم أعمدة الشعر السبعيني في العراق.

## سيرته
ولد كمال بن سبتي بن إبراهيم الناصري سنة 1954 م/ 1373 هـ في مدينة الناصرية ونشأ بها. أتم تعليمه الابتدائي والمتوسطة فيها ونال شهادتها في 1969. قصد بغداد والتحق بمعهد الفنون الجميلة بها، وحصل على شهادة في الإخراج السينمائي في 1974. واصل تعلميه العالي بأكاديمية الفنون الجميلة، ولم يكمل فيها.

التحق بالجندية ولكنه هرب منها ومن العراق إلى إسبانيا، وأكمل دراسته في جامعة مدريد المستقلة، ثم هاجر إلى هولندا وطلب اللجوء السياسي، وأقام بها حتى وفاته في 23 أبريل 2006/ 25 ربيع الأول 1427. وصل جثمانه إلى العراق يوم 5 مايو/ 7 ربيع الآخر وشيّع في مدينته الناصرية اشترك فيها المثقفون والأدباء وأبناء مدينته.

## شعره
ذكره عبد العزيز البابطين في معجمه وقال عنه «شاعر مجدد، كتب الشعر المرسل، موسوم بعمق المعنى وكثافة التعبير، له خيال مركب متداخل في صوره، إذ تجعل قصيدته متماسكة في بنائها، فتبدو القصيدة مثل دفقة شعرية واحدة متعددة في معانيها، وقد تنزع إلى السرد، فتشتبك مع التاريخ أو الأسطورة أو الطبيعة التي تحضر مفرداتها بقوة، فتكسب قصيدته مسحة وجدانية رقيقة، ومجمل شعره يصدر عن ذات مؤرقة تناجي وتتأمل وتتسائل في فضاء زمني ومكاني واسع، متنوع في ملامحه ومعطياته وتأثيراته في ذاته الشاعرة.»

## مؤلفاته
من مجموعاته الشعرية:
- وردة البحر، 1980
- ظل شيء ما، 1983
- حكيم بلا مدن، 1986
- متحف لبقايا العائلة، 1989
- آخر المدن المقدسة، 1993
- آخرون.. قبل هذا الوقت، 2002
- بريد عاجل للموتى، كتاب سردي وشعري، 2004
- صبراً قالت الطبائع الأربع، 2006